# عشق، درد و همه دیوانگی‌ها
«عشق، درد و همه دیوانگی‌ها» آلبومی از کیث اربن است.